# Terre Blanche
Ne doit pas être confondu avec Terre Blanche (mont).
La Terre Blanche ou Belaïa Zemlia (en russe : Белая Земля) est un sous-groupe de l'archipel François-Joseph.

## Géographie
Composé de trois îles entièrement glacées, il y est très difficile de distinguer la séparation entre terre et mer, la zone étant recouverte par les glaces permanentes. Elle est séparée du reste de l'archipel par le détroit du Nord-Est (Проли́в Северо-Восточный, Proliv Severo-Vostotchny) de 45 km. Son point culminant (381 m) est situé sur l'île Eva.

## Histoire
La Terre Blanche (Hvidtenland en norvégien) a reçu son nom de Fridtjof Nansen qui a visité les lieux le 5 août 1895 et y avait vu quatre îles mais l'île Eva s'avéra n'être qu'une seule île. Valerian Albanov tenta d'atteindre les lieux en 1914 mais ne put y parvenir à cause de la dérive des glaces.

## Îles de la Terre Blanche
- Île Eva
- Île Adélaïde
- Île Freeden